# 蘇什夫齊
49°58′35″N 26°21′2″E / 49.97639°N 26.35056°E
蘇什夫齊（烏克蘭語：Сушівці），是烏克蘭西部的村莊，隸屬赫梅利尼茨基州的舍佩蒂夫卡區。該村面積0.15平方公里，海拔高度275米，2001年人口396，人口密度每平方公里2,571.4人。